# Golopi Gáspár
Golopi  Gáspár (Golop, ? - 1592 után) - Abauj vármegyei alispán.

## Története
Golopi Gáspárról az oklevelekben kevés adat maradt fenn. Golop nevű birtokát, melyről családja is nevét vette először IV. Béla 1255-ben írt adománylevele említette. Ekkor kapta Golopot a királytól Mátyás szepesi prépostnak testvére, András, aki az első ismert őse volt a Golopy családnak. Golop 1574-ben került a Golopi család, pontosabban Golopy Gáspár Abaúj vármegyei alispán tulajdonába.
Golopi Gáspár a Golopon birtokos Golopy család utolsó helyi birtokosa volt. Nevét 1571-ben említették az oklevelekben, ekkor már mint Abauj vármegye alispánjának golopi birtokát. Neje Kornis Dorottya, göncruszkai Kornis János (†1550 körül) és Farkasics Horváth Anna lánya volt. Gyermekei közül ismert Gáspár. Három leányunokája közül pedig név szerint ismert Anna: Dóczy Ferenc és Golopy Gáspár lánya. Dóczy Anna nevű leányunokájának volt a fia Ibrányi Ferenc, akiről feljegyezték, hogy 1656-ban készített urbáriumot birtokairól, mely szerint Vécsén 9 jobbágytelke volt.
1592 körül Golopi Gáspár építtette fel egy korábban erősen mocsaras patakvölgyben a régi reneszánsz stílusú, védelmi céloknak is megfelelő 3 szintű golopi kastélyt.